# Pardosa glacialis
Pardosa glacialis là một loài nhện trong họ wolfspinnen Lycosidae. Loài này phân bố ở miền Toàn bắc

## Hình ảnh

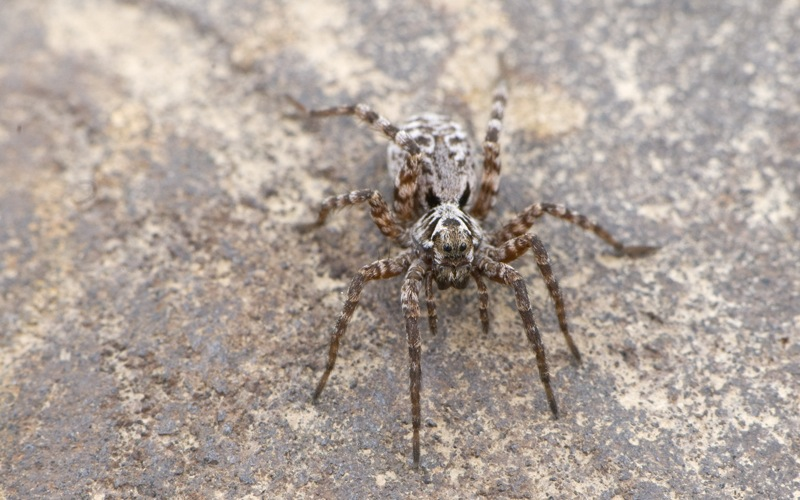